# Frontina
Frontina – rodzaj muchówek z rodziny rączycowatych (Tachinidae).

## Wybrane gatunki
- F. adusta (Walker, 1853)[1][2]
- F. femorata Shima, 1988[1]
- F. laeta (Meigen, 1824)[1]